# Château de Massaguel
Le château de Massaguel est un château situé dans la commune éponyme dans le département du Tarn, en France et inscrit aux monuments historiques depuis le 4 octobre 1972.

## Historique
La première trace écrite connue date d'une charte de 1152. 
En 1212, les soldats de la croisade des Albigeois commandés par Simon IV de Montfort dévastent la région et les seigneurs de Massaguel, croyants cathares, sont dépossédés. 
En 1569, durant les guerres de religion, un assaut des protestants aboutit au massacre de la garnison catholique et à l'incendie d'une partie du château.  
Des travaux importants sont commandités pour rendre le logement plus confortable, mais à la Révolution, le propriétaire fait un an de prison et le domaine est confisqué. Un inventaire de cette époque donne une idée précise du grand nombre de meubles présents. Ils le récupèrent quelques années après et leurs descendants en ont toujours la jouissance.

## Description
Le château carré est doté de tours rondes à trois de ses angles, le quatrième s'appuyant sur une tour carrée. Des meurtrières côtoient des fenêtres à meneau ou de style XVIIIe siècle, rappelant au visiteur le passé défensif puis plus confortable du logis. L'entrée Renaissance a vu son blason détruit à la Révolution. Elle donne sur deux salles voutées et sur un escalier dans la tour carrée. L'étage remanié au XVIIIe siècle présente des stucs, boiseries et cheminées de style Louis XV et Louis XVI. Les fenêtres de l'étage sont aussi de la même époque et ont remplacé d'anciennes ouvertures Renaissance.

## Visite
En 2009, lors des journées du patrimoine, le château est ouvert à la visite pour la première fois de son histoire. 